# وليام دونثورن

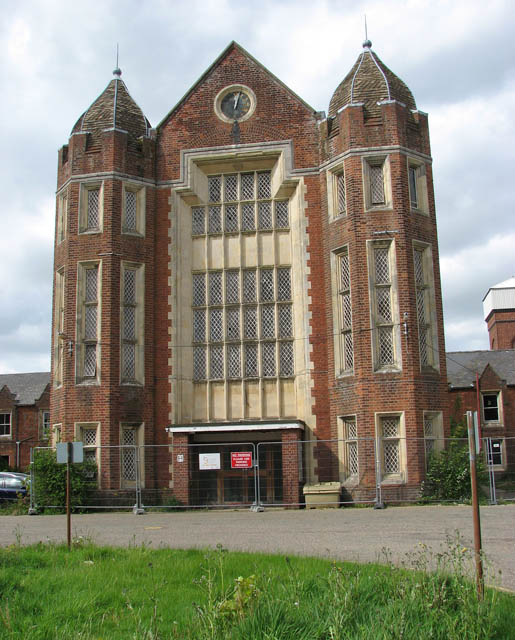
أصلاحية أيلشام ,الواجهة الجنوبية

وليام جون دونثورن(1799–1859) كان أوائل القرن ال19 معماري إنجليزي ، و أحد مؤسسي المعهد الملكي للمعماريين البريطانيين (RIBA).
ولد في سوفهم، نورفك وتلميذ من السير جيفري وويتفل. كان يعمل بالنمط القوطي والكلاسيكي، ولكن ربما اشتهر أكثر بتصميم منازل الحي اليوناني - والتي معظمها تم تدميرها.
في عام 1834 كان واحدا من المعماريين البارزين لتشكيل المعهد الملكي للمعماريين البريطانيين في لندن( RIBA).
وهناك عدد كبير من رسوماته محفوظة في مجموعة الرسومات لل الرسومات (RIBA)، موجودة الآن في متحف فكتوريا وألبرت

## أعمالهُ
- قاعة كرومر، كرومر، نورفولك، 1829
- قاعة ئيلمهام، نورفولك (هدم)
- قاعة هيلنكتون، نورفولك (هدم)
- قاعة واتلنغتون، نورفولك (هدم)

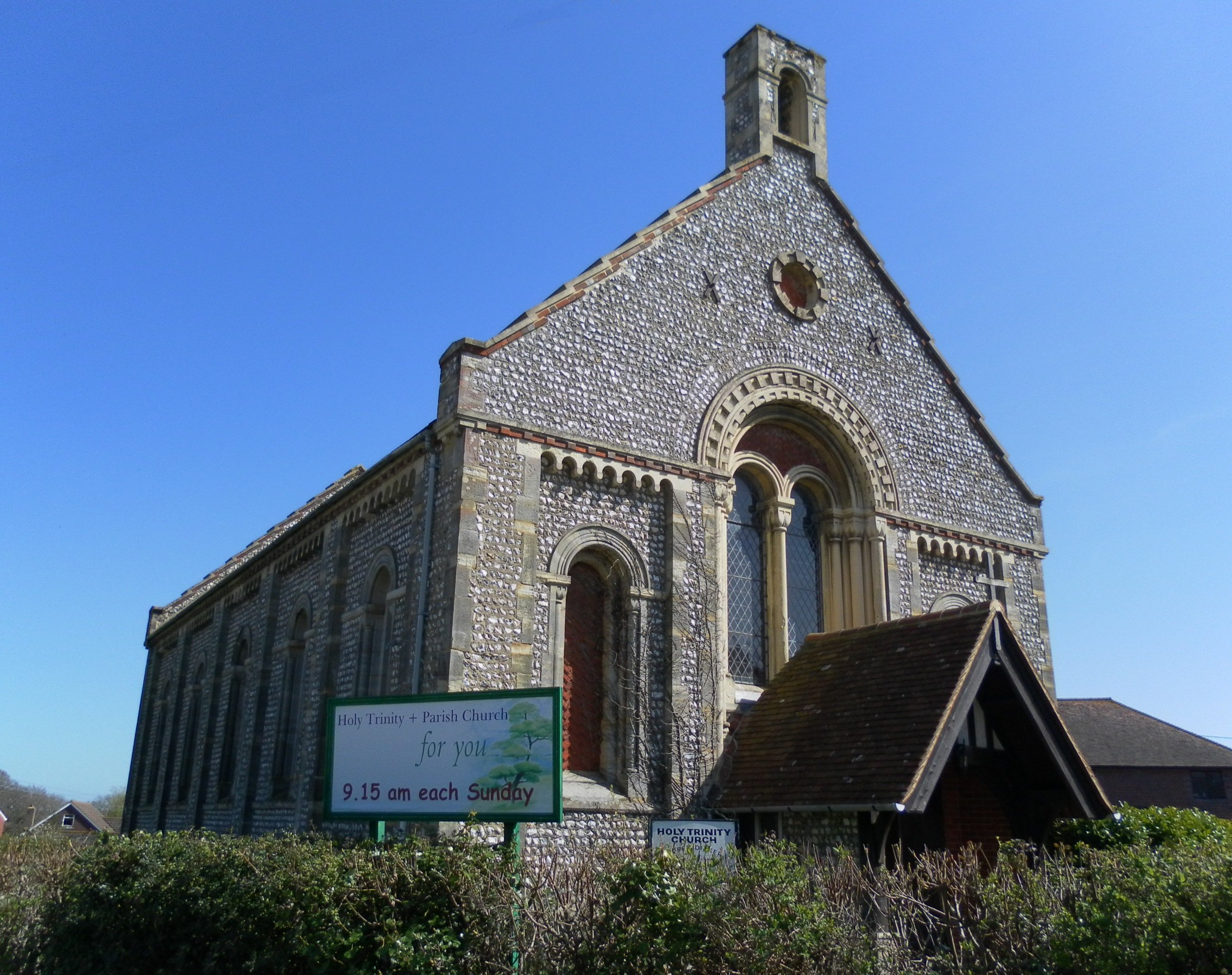
Donthorn designed Holy Trinity Church at Upper Dicker in 1843.

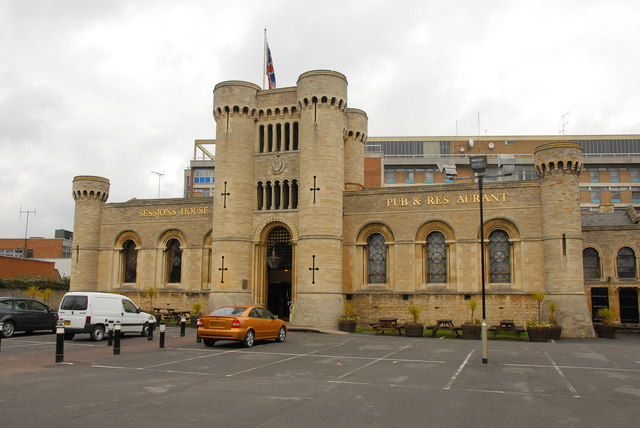
Sessions House (1842), Thorpe Road, بيتربرة.

- قاعة بيكنهام، جنوب بيكنهام، نورفولك (هدم). بين 1902 و 1905 مهندس روبرت وير شولتز [2] بناء على نطاق واسع وتوسيع القاعة، وتتضمن المنزل السابق، بأسلوب الفنون والحرف.
- تحسينات على قاعة فليبرغ، نورفولك
- قاعة ابتون بالقرب من ساوثويل، نوتينغمشير
- قلعة هايغلف قرب كرايستشيرش، دورست (من 1830)
- إصلاحيه في إيلي (1837) ويسبيتش (1838) (كامبريدج)، أيلشام (1848-9) وداونهام ماركت (نورفولك) وأوكهام وابرينجهام (روتلاند)
- مجلس النواب، بيتربرة (أنجزت 1842)[3]
- كنيسة الثالوث المقدس، وأعالي ديكر، شرق ساسكس (1843)[4]
- ركتوري القديم، دامر، بالقرب من باسينجستوك، هامبشاير (1850)[5]
- منزل المزرعة، مارهام، نورفولك (أنجزت 1860). منزل القوطية مع اسطبلات الكلاسيكية، كل الصف الثاني مدرجة.